# آلمان (رشت)
آلمان، روستایی از توابع بخش مرکزی شهرستان رشت در استان گیلان ایران است.
واقع در رشت، گیلان، شمال ایران:
روستایی با نام آلمان در حاشیه شهرستان رشت قرار دارد. پس از گذشتن از روستای پستک و در انتهای دیوار فرودگاه رشت به روستای آلمان که منطقه ای خوش آب و هوا می‌باشد می‌رسیم. این روستا دارای یک میدان و چند فروشگاه و یک مسجد می‌باشد. منطقه‌ای است آرام که از باغ‌ها و زمین‌های کشاورزی احاطه شده‌است. این روستا از طریق جاده‌ای آسفالت به روستای پستک و محله گلسار رشت متصل می‌باشد؛ و راه‌های روستایی، آن را به اتوبان رشت به انزلی و مناطق و روستاهای اطراف متصل می‌کنند. جمعیت روستا حدود ۴۰۰ نفر می‌باشد که برخی از این افراد ساکنان دائم روستا نمی‌باشند و صرفاً به دلیل خوش آب و هوا بودن منطقه اقدام به ساخت ویلا در آن منطقه کرده‌اند.

## جمعیت
این روستا در دهستان پیربازار قرار دارد و بر اساس سرشماری مرکز آمار ایران در سال ۱۳۸۵، جمعیت آن ۳۲۳ نفر (۸۵خانوار) بوده‌است.